# Хотиловка
Хотиловка — деревня в Вязниковском районе Владимирской области России, входит в состав муниципального образования «Город Вязники».

## География
Деревня расположена в 4 км на юго-восток от станции Вязники железнодорожной линии Ковров — Нижний Новгород. Севернее деревни протекает река Шумарь.

## История
В конце XIX — начале XX века деревня входила в составе Ждановской волости Вязниковского уезда, с 1926 года — в составе Олтушевской волости. В 1859 году в деревне числилось 10 дворов, в 1905 году — 9 дворов, в 1926 году — 16 дворов.
С 1929 года деревня входила в состав Песковского сельсовета Вязниковского района, с 1954 года — в составе Федурниковского сельсовета, с 1965 года — в составе Илевниковского сельсовета, с 2005 года — в составе Паустовского сельского поселения.

## Население
| 1859 | 1905 | 1926 | 2002 | 2010 | 2021 |
| ---- | ---- | ---- | ---- | ---- | ---- |
| 91   | ↗96  | ↗97  | ↘5   | ↘0   | →0   |

## Известные люди
9 марта 1922 года в деревне родился Евгений Фролович Мищенко, впоследствии известный учёный-математик, академик АН СССР и РАН.